# Прохазка, Франтишек
Франтишек Прохазка (чеш. František Procházka; 25 января 1962, Брно — 27 апреля 2012) — чехословацкий и чешский хоккеист, защитник. В 1992 году в составе сборной команды Чехословакии завоевал бронзовые медали на Олимпийских играх в Альбервиле.

## Карьера
Играл в обороне чешского клуба «Литвинов». Затем выступал в чемпионатах Германии, Италии, Великобритании и Финляндии. Трижды в составе сборной Чехословакии становился бронзовым призёром чемпионата мира по хоккею — в 1989, 1990, 1992 годах. В составе национальной сборной в 1992 г. завоевал бронзовые медали Олимпийских игр в Альбервиле. За сборную провел 91 игру, забив 14 шайб.
После завершения карьеры игрока, некоторое время работал в качестве тренера в чешской команде второй лиги «Теплице».
Скончался после продолжительной болезни 27 апреля 2012 года.